# Bruchidius antennatus
Bruchidius antennatus là một loài bọ cánh cứng trong họ Bruchidae. Loài này được Wollaston miêu tả khoa học năm 1864.